# 三河鹽津車站
三河鹽津車站（日语：／ Mikawa-shiotsu eki */?）是一由東海旅客鐵道（JR東海）所經營的鐵路車站，位於日本愛知縣蒲郡市竹谷町油井，是東海道本線沿線的車站。三河鹽津是日本國鐵民營化之後設立的車站，主要服務對象是前往蒲郡競艇場觀賽的民眾。是個設有綠窗口（みどりの窓口）但由JR東海子公司東海交通事業代為經營的業務委託車站，管理車站為隔鄰的蒲郡車站。

## 車站結構
對向式月台2面2線的地面車站，設有跨站式站房。

### 月台配置
| 月台 | 路線       | 方向 | 目的地           |
| ---- | ---------- | ---- | ---------------- |
| 1    | 東海道本線 | 下行 | 岡崎、名古屋方向 |
| 2    | 東海道本線 | 上行 | 豐橋、濱松方向   |

## 使用情況
根據「蒲郡的統計」，近年1日平均上車人次如下表。
| 年度   | 1日平均 上車人次 |
| ------ | ---------------- |
| 2005年 | 1,934            |
| 2006年 | 1,667            |
| 2007年 | 1,542            |
| 2008年 | 1,501            |
| 2009年 | 1,436            |
| 2010年 | 1,350            |
| 2011年 | 1,337            |
| 2012年 | 1,246            |
| 2013年 | 1,291            |
| 2014年 | 1,290            |
| 2015年 | 1,334            |
| 2016年 | 1,282            |
| 2017年 | 1,324            |
| 2018年 | 1,342            |

## 相鄰車站
東海旅客鐵道
 東海道本線
■特別快速、■新快速、■快速
通過
■區間快速、■普通  
蒲郡（CA47）－三河鹽津（CA48）－三根（CA49）

### 來源
1. 1 2  駅構内の案内表記。これらはJR東海公式サイトの各駅の時刻表 （页面存档备份，存于）で参照可能（駅掲示用時刻表のPDFが使われているため。2015年1月現在）。